# Taylor John Williams
Taylor John Williams (nascido 6 de junho de 1991) é um cantor norte-americano, que ficou famoso por ter participado da sétima edição da versão norte-americana do programa The Voice, pelo time da técnica Gwen Stefani. Ele terminou na quinta colocação.

## Vida pessoal
Taylor John Williams nasceu na cidade na cidade de Eugene, no estado do Oregon, em uma família sem relações com a música. Ele se formou no ensino médio na Sheldon High School e, posteriormente, chegou a frequentar a Portland State University, mas largou a faculdade para se dedicar à carreira musical. A fim de sustentar seu sonho, Williams trabalhava em um hotel para cachorros antes de participar do The Voice.

## Antes doThe Voice
Em 2009, Williams se apresentou na formatura da Sheldon High School cantando "Falling Slowly", música de Glen Hansard e Markéta Irglová vecendora do Oscar de melhor canção original no ano anterior. No mesmo ano, ele lançou um EP independente no site Grooveshark, intitulado "Proverbial Elephant".

## The Voice
No dia 22 de setembro de 2014, a audição às cegas (em inglês, blind auditions) de Williams foi ao ar nos Estados Unidos. Ele cantou "Heartless", de Kanye West, e foi aprovado pelos técnicos Adam Levine e Gwen Stefani, a quem escolheu.

### Performances e resultados
– A versão em estúdio da apresentação de Taylor John alcançou o Top 10 de vendas no iTunes
| Episódio         | Canção                          | Artista original               | Ordem | Resultado                                                |
| ---------------- | ------------------------------- | ------------------------------ | ----- | -------------------------------------------------------- |
| Blind Audition   | "Heartless"                     | Kanye West                     | 1.8   | Gwen e Adam viraram. Escolheu Gwen Stefani como técnica. |
| Battle Round     | "Jolene" (vs. Amanda Lee Peers) | Dolly Parton                   | 1.5   | Salvo pela técnica                                       |
| Knockout Round   | "Mad World" (vs. Troy Ritchie)  | Tears for Fears                | 2.1   | Salvo pela técnica                                       |
| Playoffs Ao Vivo | "Stuck in the Middle with You"  | Stealers Wheel                 | 2.10  | Salvo pelo público                                       |
| Top 12           | "If"                            | Bread                          | 6     | Salvo pelo público                                       |
| Top 10           | "Come Together"                 | The Beatles                    | 9     | Salvo pelo público                                       |
| Top 8            | "Royals"                        | Lorde                          | 7     | Salvo pelo público                                       |
| Top 5            | "Falling Slowly"                | Glen Hansard & Markéta Irglová | 3     | Eliminado                                                |
| Top 5            | "Blank Space"                   | Taylor Swift                   | 9     | Eliminado                                                |
| Repescagem       | "Wicked Game"                   | Chris Isaak                    | 5     | Eliminado                                                |

## Discografia

### Álbuns
| Ano  | Detalhes                                                                                        |
| ---- | ----------------------------------------------------------------------------------------------- |
| 2017 | El Dorado - Lançamento: 27 de outubro de 2017 - Álbum independente - Formatos: Download digital |

### Extended plays
| Ano  | Detalhes                                                                                                |
| ---- | --- |
| 2009 | Proverbial Elephant - Lançamento: 2009 - Álbum independente - Formatos: Download digital                |
| 2015 | Song of a Dead Man - Lançamento: 10 de agosto de 2015 - Álbum independente - Formatos: Download digital |
| 2016 | Hiraeth - Lançamento: 5 de julho de 2016 - Álbum independente - Formatos: Download digital              |

### Singles
Como artista principal
| Ano  | Single                 | Álbum              |
| ---- | ---------------------- | ------------------ |
| 2015 | "The Mates of Soul"    | Song of a Dead Man |
| 2015 | "A Normal Human Being" | Singles sem álbum  |
| 2016 | "I'm on Fire"          | Singles sem álbum  |
| 2017 | "White Summer Dress"   | Singles sem álbum  |

Como artista convidado
| Ano  | Canção          | Artista   | Álbum             |
| ---- | --------------- | --------- | ----------------- |
| 2017 | "Cut You Loose" | Polarcode | Singles sem álbum |
| 2017 | "Devices"       | Polarcode | Singles sem álbum |

### SinglesdoThe Voice
| Ano                                                     | Single                         | Melhores posições | Melhores posições | Melhores posições | Melhores posições | Melhores posições | Melhores posições | Melhores posições |
| Ano                                                     | Single                         | EUA               | EUA Rock          | EUA Digital       | Pop Digital       | Rock Digital      | CAN Digital       |                   |
| ------------------------------------------------------- | ------------------------------ | ----------------- | ----------------- | ----------------- | ----------------- | ----------------- | ----------------- | ----------------- |
| 2014                                                    | "Heartless"                    | —                 | —                 | —                 | 47                | —                 | —                 |                   |
| 2014                                                    | "Mad World"                    | —                 | 18                | —                 | —                 | 6                 | 65                |                   |
| 2014                                                    | "Stuck in the Middle with You" | —                 | —                 | —                 | —                 | 21                | —                 |                   |
| 2014                                                    | "Come Together"                | —                 | 11                | —                 | —                 | 7                 | —                 |                   |
| 2014                                                    | "Royals"                       | 100               | 10                | 30                | —                 | 4                 | 38                |                   |
| 2014                                                    | "Falling Slowly"               | —                 | —                 | —                 | 35                | —                 | —                 |                   |
| 2014                                                    | "Blank Space"                  | —                 | —                 | —                 | 46                | —                 | —                 |                   |
| 2014                                                    | "Wicked Game"                  | —                 | 27                | —                 | —                 | 12                | —                 |                   |
| "—" denota que o single não apareceu na parada musical. |                                |                   |                   |                   |                   |                   |                   |                   |